# ناوچه کلاس گوتبرگ
ناوچه کلاس گوتبرگ (به انگلیسی: Göteborg-class corvette) یک کلاس از کشتی متعلق به نیروی دریایی پادشاهی سوئد است که طول آن ۵۷ متر (۱۸۷ فوت) می‌باشد.